# Чемпіонат України з пляжного футболу 2009
Чемпіонат України з пляжного футболу 2009 — сьомий чемпіонат України з пляжного футболу, фінальний турнір якого відбувся 18-23 серпня 2009 у київському Гідропарку на пересувній споруді «Євроформат-Арена» за участю 12 команд. Переможець — «Майндшер» (Київ).

## Перебіг
Фінальний турнір зібрав 12 команд, поділених на 4 групи. У чвертьфінал виходили 1 і 2 команди кожної групи та дві найкращих з-поміж 3-х місць.
Група A:
1. БРР (Київ)
2. ПФС (Севастополь)
3. «Вибір» (Дніпропетровськ)
4. «Динамо-Хілд» (Київ)

Група B:
1. «Майндшер» (Київ)
2. «Глорія» (Одеса)
3. «Старт» (Іллічівськ)
4. «Катран» (Запоріжжя)

Група C:
1. «Нова Ера» (Київ)
2. «Ласощі» (Черкаси)
3. «Борщагівка» (Київ)
4. «Плесо» (Київ)

Чвертьфінали:
- БРР — ПФС — 5:3
- «Майндшер» — «Старт» — 3:1
- «Глорія» — «Ласощі» — 5:1
- «Вибір» — «Нова Ера» — 6:4

Півфінали:
- БРР — «Глорія» — 4:2
- «Майндшер» — «Вибір» — 1:1 (перемога в серії пенальті)

За 3-є місце: «Глорія» — «Вибір» — 3:1
Фінал: «Майндшер» — БРР — 4:2